# Chefe (jogos eletrônicos)

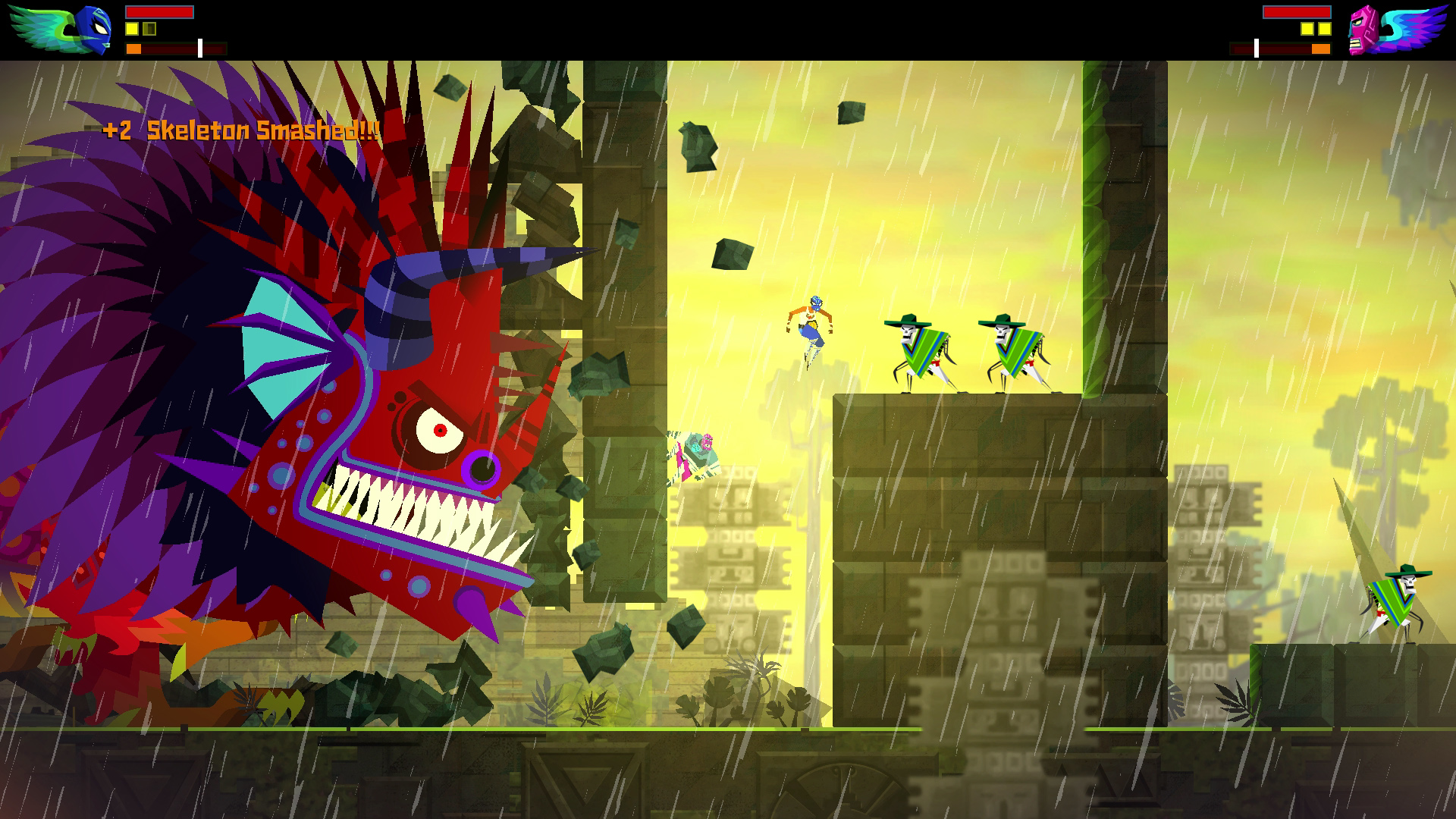
Captura de tela mostrando o chefe do jogo Guacamelee

Um chefe ou "chefão" é um inimigo virtual existente na maioria dos jogos eletrônicos de plataforma e RPG, que são enfrentados geralmente no encerramento de uma fase ou seção do jogo e determinam a ascensão ao próximo nível. Tendo em vista que esses inimigos geralmente são mais fortes que aqueles encontrados ao longo em etapas anteriores, eles consistem de um desafio para o jogador. Alguns chefões são apenas inimigos mais fortes do jogo ou são desenvolvidos como personagens.

## História
O primeiro jogo eletrônico a adotar o artifício de se utilizar a figura de um chefão foi um RPG desenvolvido para o sistema PLATO, que tinha como objetivo guardar um tesouro existente no jogo. O primeiro jogo do tipo arcade a apresentar um chefão foi chamado Phoenix, desenvolvido pela Taito Corporation para a plataforma Atari 2600. Este jogo era composto por cinco níveis, sendo que ao final de cada um o jogador enfrentava um inimigo que consistia em uma nave-mãe gigante que requeria um esforço maior que o usual para ser derrotada.

## Tipos de Chefes
- Chefes de jogos de luta: os últimos oponentes a serem enfrentados, sendo mais fortes e resistentes que os lutadores enfrentados antes. O chefe final algumas vezes é o responsável pelo torneio de luta e pode aparecer no jogo seguinte como personagem jogável.
- Chefes de jogos de corrida: são os mais rápidos e prestigiados corredores da cidade onde correm ou até mesmo os mais rápidos do mundo. Seu modo de dirigir é quase perfeito, tornando as corridas mais difíceis para o jogador. Em alguns casos, as corridas contra eles são as mais longas.
- Chefes de jogos de terror/survival horror: geralmente são criaturas grotescas de tamanho considerável e resistência elevada possuindo também ataques que podem matar o jogador na hora. Exigem maior cautela e atenção do jogador ao serem enfrentados.
- Chefes de jogos de RPG: nos RPGs alguns chefes desempenham um papel de guardiões das áreas as quais o jogador explora e têm a função de impedir que os heróis da trama atinjam seus objetivos. Em outros casos, esses chefes são os vilões que movem a história do jogo, sendo enfrentados em alguns momentos ou apenas no final.
- Chefes de jogos de Ação-aventura: se assemelham aos chefes de RPG, protegem um nível específico ou tentam deter o jogador. Alguns deles tem o costume de lutar contra o jogador por um breve momento e depois recua para uma parte mais distante do cenário e envia hordas de inimigos para atacá-lo. Em alguns jogos, um HUD indica a quantidade de vida do chefe.

## Chefes mais famosos dos videogames
- Bowser, na série Mario
- Dr. Eggman[7] (mais conhecido como Dr. Robotnik), na série Sonic the Hedgehog
- Dr. Wily, na série Mega Man
- King K. Rool, na série Donkey Kong
- Ender Dragon, no jogo Minecraft
- Shao Kahn, na série Mortal Kombat
- Nemesis, no jogo Resident Evil 3: Nemesis